# Jerry’s Nugget
Das Jerry’s Nugget ist ein 1964 gegründetes Kasino in North Las Vegas mit etwa 2200 Quadratmetern Spielfläche.

## Geschichte
Das Kasino wurde im Jahre 1964 von Jerry Lodge und Jerry Stamis gegründet. In dem Gebäude der Spielbank war zuvor eine Bar ansässig. Vier Jahre nach Gründung wurden die Räumlichkeiten in ein Gebäude auf der anderen Straßenseite verlegt; die Spielfläche vergrößerte sich um 930 Quadratmeter.
1995 wurde das Kasino für 18 Millionen US-Dollar renoviert, die Räume und der Bingo-Salon wurden abermals vergrößert. Die Anzahl der Spielautomaten wurde von 600 auf 770 aufgestockt und es wurde ein neuer Poker-Saal angebaut. Eine Bühne für 95 Zuschauer wurde errichtet. Drei Jahre später wurde der Poker-Saal wieder geschlossen. 2004 hatte die Anlage mitsamt Räumen für Sportwetten, einem Saal für Keno, einem Bereich für Tischspiele und Räumlichkeiten mit Spielautomaten insgesamt eine Fläche von 8800 Quadratmetern. 2012 ging das Kasino insolvent, konnte sich ab September 2013 durch Unterstützungszahlungen aber reorganisieren und hielt sich somit. 
Die Anlage wird heute in dritter Generation von Jeremy und Joseph Stamis betrieben. Das Kasino feierte 2014 sein fünfzigjährigers Bestehen.

## Spielkarten

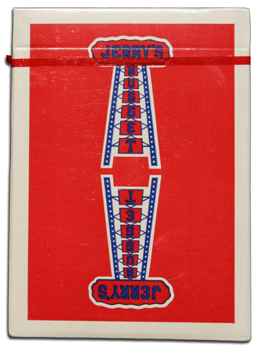
Rückseite eines 1970 gedruckten Jerry’s-Nugget-Kartenspiels. Die gleiche Abbildung findet sich auch auf dem Revers der Karten.

1970 ließ das Jerry’s Nugget von der United States Playing Card Company eine Serie von Kartenspielen drucken, welche ursprünglich für den Spielgebrauch im Kasino bestimmt war. Allerdings wurden die Karten nie an den Tischen eingesetzt und stattdessen zum Preis von 50 Cent im Souvenir-Geschäft des Kasinos verkauft. Die Serie wurde auf einem Spielkartenkarton gedruckt, welcher heute nicht mehr verfügbar ist. Zusätzlich wurden die Karten chemisch behandelt, um ihre Gleitfähigkeit zu erhöhen. Dieses Verfahren ist aus Gründen des Umweltschutzes heute ebenfalls nicht mehr anwendbar. Produziert wurde das Kartenspiel in rot und blau. 
Die Kartenspiele wurden in Cincinnati gedruckt und nach Las Vegas gefahren, wo sie für lange Zeit lagerten. Im Jahre 2000 wurden die 40000 verbleibenden Exemplare der – damals schon massiv im Wert gestiegenen – Spielkarten von einem privaten Sammler angekauft, was zu einer drastischen Wertsteigerung führte. Das Jerry’s Nugget plant keine Neuauflage des Kartenspiels.
Die 1970 gedruckten Spiele gehören aufgrund ihrer besonderen chemischen Behandlung, des heute nicht mehr erhältlichen Spielkartenkartons und der geringen Verfügbarkeit heute zu den wertvollsten Kartenspielen überhaupt. So wurde auf dem Online-Marktplatz eBay ein Exemplar für 3999 US-Dollar versteigert. Die Karten werden unter anderem von Persönlichkeiten der nordamerikanischen Zauberkünstler-Szene verwendet; etwa von Dai Vernon, Lee Asher oder Ed Marlo.